# Eneco Tour 2014
10. edycja Eneco Tour odbyła się w dniach 11–17 sierpnia 2014 roku. Trasa tego siedmioetapowego wyścigu kolarskiego liczyła 1075,7 km ze startem w Terneuzen i metą w Sittard-Geleen.

## Uczestnicy
Na starcie wyścigu stanęło 20 ekip. Wśród nich znalazło się osiemnaście ekip UCI World Tour 2014 oraz dwie inne zaproszone przez organizatorów.
Lista drużyn uczestniczących w wyścigu:
| Numery | Kod | Drużyna                 |
| ------ | --- | ----------------------- |
| 1-8    | OPQ | Omega Pharma-Quick Step |
| 11-18  | BEL | Belkin                  |
| 21-28  | LTB | Lotto-Belisol           |
| 31-38  | BMC | BMC Racing Team         |
| 41-48  | TRE | Trek Factory Racing     |
| 51-58  | CAN | Cannondale              |
| 61-68  | SKY | Team Sky                |
| 71-78  | GIA | Giant-Shimano           |
| 81-88  | GRS | Garmin-Sharp            |
| 91-98  | TTS | Tinkoff-Saxo            |

| Numery  | Kod | Drużyna             |
| ------- | --- | ------------------- |
| 101-108 | OGE | Orica GreenEDGE     |
| 111-118 | FDJ | FDJ.fr              |
| 121-128 | KAT | Team Katusha        |
| 131-138 | AST | Astana Pro Team     |
| 141-148 | MOV | Movistar Team       |
| 151-158 | LAM | Lampre-Merida       |
| 161-168 | ALM | Ag2r-La Mondiale    |
| 171-178 | EUC | Team Europcar       |
| 181-188 | TSV | Topsport Vlaanderen |
| 191-198 | WGG | Wanty-Groupe Gobert |

## Przebieg trasy
| Etap | Data        | Trasa                           | Dystans  | Typ | Typ                        | Zwycięzca                | Lider           |
| ---- | ----------- | ------------------------------- | -------- | --- | -------------------------- | ------------------------ | --------------- |
| 1    | 11 sierpnia | Terneuzen > Terneuzen           | 181,9 km |     | płaski                     | Andrea Guardini          | Andrea Guardini |
| 2    | 12 sierpnia | Waalwijk > Vlijmen              | 177,4 km |     | płaski                     | Zdeněk Štybar            | Zdeněk Štybar   |
| 3    | 13 sierpnia | Breda > Breda                   | 9,6 km   |     | jazda indywidualna na czas | Tom Dumoulin             | Lars Boom       |
| 4    | 14 sierpnia | Koksijde > Ardooie              | 183,3 km |     | płaski                     | Nacer Bouhanni           | Lars Boom       |
| 5    | 15 sierpnia | Geraardsbergen > Geraardsbergen | 160,3 km |     | pagórkowaty                | Greg Van Avermaet        | Tom Dumoulin    |
| 6    | 16 sierpnia | Heerlen > Aywaille              | 173,3 km |     | pagórkowaty                | Tim Wellens              | Tim Wellens     |
| 7    | 17 sierpnia | Riemst > Sittard-Geleen         | 183,4 km |     | pagórkowaty                | Guillaume Van Keirsbulck | Tim Wellens     |

### Etap 1 – 11.08: Terneuzen > Terneuzen, 181,9 km
| # | Zawodnik        | Zespół | Czas       |
| - | --------------- | ------ | ---------- |
| 1 | Andrea Guardini | AST    | 4h 14' 33" |
| 2 | Yohann Gène     | EUC    | + 0"       |
| 3 | Davide Cimolai  | LAM    | + 0"       |

| # | Zawodnik          | Zespół | Czas       |
| - | ----------------- | ------ | ---------- |
| 1 | Andrea Guardini   | AST    | 4h 14' 23" |
| 2 | Yohann Gène       | EUC    | + 4"       |
| 3 | Laurens De Vreese | WGG    | + 5"       |

### Etap 2 – 12.08: Waalwijk > Vlijmen, 177,4 km
| # | Zawodnik      | Zespół | Czas       |
| - | ------------- | ------ | ---------- |
| 1 | Zdeněk Štybar | OPQ    | 4h 06' 16" |
| 2 | Lars Boom     | BEL    | + 0"       |
| 3 | Sep Vanmarcke | BEL    | + 0"       |

| # | Zawodnik      | Zespół | Czas       |
| - | ------------- | ------ | ---------- |
| 1 | Zdeněk Štybar | OPQ    | 8h 20' 39" |
| 2 | Lars Boom     | BEL    | + 1"       |
| 3 | Sep Vanmarcke | BEL    | + 6"       |

### Etap 3 – 13.08: Breda, 9,6 km
| # | Zawodnik          | Zespół | Czas    |
| - | ----------------- | ------ | ------- |
| 1 | Tom Dumoulin      | GIA    | 10' 55" |
| 2 | Fabian Cancellara | TRE    | + 2"    |
| 3 | Geraint Thomas    | SKY    | + 10"   |

| # | Zawodnik         | Zespół | Czas       |
| - | ---------------- | ------ | ---------- |
| 1 | Lars Boom        | BEL    | 8h 31' 54" |
| 2 | Manuel Quinziato | BMC    | + 4"       |
| 3 | Tom Dumoulin     | GIA    | + 4"       |

### Etap 4 – 14.08: Koksijde > Ardooie, 183,3 km
| # | Zawodnik        | Zespół | Czas       |
| - | --------------- | ------ | ---------- |
| 1 | Nacer Bouhanni  | FDJ    | 4h 13' 59" |
| 2 | Luka Mezgec     | GIA    | + 0"       |
| 3 | Giacomo Nizzolo | TRE    | + 0"       |

| # | Zawodnik         | Zespół | Czas        |
| - | ---------------- | ------ | ----------- |
| 1 | Lars Boom        | BEL    | 12h 45' 53" |
| 2 | Manuel Quinziato | BMC    | + 4"        |
| 3 | Tom Dumoulin     | GIA    | + 4"        |

### Etap 5 – 15.08: Geraardsbergen > Geraardsbergen, 160,3 km
| # | Zawodnik          | Zespół | Czas       |
| - | ----------------- | ------ | ---------- |
| 1 | Greg Van Avermaet | BMC    | 3h 48' 37" |
| 2 | Tom Dumoulin      | GIA    | + 1"       |
| 3 | Pawieł Brutt      | KAT    | + 1"       |

| # | Zawodnik         | Zespół | Czas        |
| - | ---------------- | ------ | ----------- |
| 1 | Tom Dumoulin     | GIA    | 16h 34' 29" |
| 2 | Lars Boom        | BEL    | + 2"        |
| 3 | Manuel Quinziato | BMC    | + 11"       |

### Etap 6 – 16.08: Heerlen > Aywaille, 173,3 km
| # | Zawodnik          | Zespół | Czas       |
| - | ----------------- | ------ | ---------- |
| 1 | Tim Wellens       | LTB    | 4h 28' 19" |
| 2 | Lars Boom         | BEL    | + 50"      |
| 3 | Greg Van Avermaet | BMC    | + 52"      |

| # | Zawodnik     | Zespół | Czas        |
| - | ------------ | ------ | ----------- |
| 1 | Tim Wellens  | LTB    | 21h 03' 27" |
| 2 | Lars Boom    | BEL    | + 7"        |
| 3 | Tom Dumoulin | GIA    | + 13"       |

### Etap 7 – 17.08: Riemst > Sittard-Geleen, 183,4 km
| # | Zawodnik                 | Zespół | Czas       |
| - | ------------------------ | ------ | ---------- |
| 1 | Guillaume Van Keirsbulck | OPQ    | 4h 25' 47" |
| 2 | Matteo Trentin           | OPQ    | + 46"      |
| 3 | Yves Lampaert            | TSV    | + 46"      |

| # | Zawodnik     | Zespół | Czas        |
| - | ------------ | ------ | ----------- |
| 1 | Tim Wellens  | LTB    | 25h 30' 15" |
| 2 | Lars Boom    | BEL    | + 7"        |
| 3 | Tom Dumoulin | GIA    | + 13"       |

## Liderzy klasyfikacji po etapach
| Etap                 | Zwycięzca                | Klasyfikacja generalna | Klasyfikacja punktowa | Klasyfikacja kombinowana | Klasyfikacja drużynowa  |
| -------------------- | ------------------------ | ---------------------- | --------------------- | ------------------------ | ----------------------- |
| 1                    | Andrea Guardini          | Andrea Guardini        | Andrea Guardini       | Kenneth Vanbilsen        | Team Katusha            |
| 2                    | Zdeněk Štybar            | Zdeněk Štybar          | Lars Boom             | Kenneth Vanbilsen        | Belkin Pro Cycling Team |
| 3                    | Tom Dumoulin             | Lars Boom              | Lars Boom             | Kenneth Vanbilsen        | BMC Racing Team         |
| 4                    | Nacer Bouhanni           | Lars Boom              | Andrea Guardini       | Kenneth Vanbilsen        | BMC Racing Team         |
| 5                    | Greg Van Avermaet        | Tom Dumoulin           | Tom Dumoulin          | Kenneth Vanbilsen        | BMC Racing Team         |
| 6                    | Tim Wellens              | Tim Wellens            | Tom Dumoulin          | Kenneth Vanbilsen        | Belkin Pro Cycling Team |
| 7                    | Guillaume Van Keirsbulck | Tim Wellens            | Tom Dumoulin          | Kenneth Vanbilsen        | Garmin-Sharp            |
| Klasyfikacje końcowe | Klasyfikacje końcowe     | Tim Wellens            | Tom Dumoulin          | Kenneth Vanbilsen        | Garmin-Sharp            |

## Klasyfikacje końcowe

### Klasyfikacja generalna
|    | Zawodnik            | Zespół          | Czas        |
| -- | ------------------- | --------------- | ----------- |
| 1  | Tim Wellens         | Lotto-Belisol   | 25h 30' 15" |
| 2  | Lars Boom           | Belkin          | + 7″        |
| 3  | Tom Dumoulin        | Giant-Shimano   | + 13″       |
| 4  | Andrij Hrywko       | Astana Pro Team | + 33″       |
| 5  | Greg Van Avermaet   | BMC Racing Team | + 34″       |
| 6  | Geraint Thomas      | Team Sky        | + 38"       |
| 7  | Philippe Gilbert    | BMC Racing Team | + 48"       |
| 8  | Jens Keukeleire     | Orica GreenEDGE | + 58"       |
| 9  | Sebastian Langeveld | Garmin-Sharp    | + 1' 04"    |
| 10 | Marco Marcato       | Cannondale      | + 1' 11"    |

|   | Zawodnik          | Zespół                  | Punkty |
| - | ----------------- | ----------------------- | ------ |
| 1 | Tom Dumoulin      | Giant-Shimano           | 87     |
| 2 | Lars Boom         | Belkin                  | 86     |
| 3 | Matteo Trentin    | Omega Pharma-Quick Step | 53     |
| 4 | Greg Van Avermaet | BMC Racing Team         | 52     |
| 5 | Geraint Thomas    | Team Sky                | 52     |

|   | Zawodnik          | Zespół                  | Punkty |
| - | ----------------- | ----------------------- | ------ |
| 1 | Kenneth Vanbilsen | Topsport Vlaanderen     | 64     |
| 2 | Laurens De Vreese | Wanty-Groupe Gobert     | 40     |
| 3 | Matteo Trentin    | Omega Pharma-Quick Step | 31     |
| 4 | Gatis Smukulis    | Team Katusha            | 29     |
| 5 | Pawieł Brutt      | Team Katusha            | 25     |

|   | \| \| Zespół \| Czas \| \| - \| ----------------------- \| ----------- \| \| 1 \| Garmin-Sharp \| 76h 38' 53" \| \| 2 \| BMC Racing Team \| + 4' 10" \| \| 3 \| Belkin Pro Cycling Team \| + 5' 27" \| \| 4 \| Lotto-Belisol \| + 7' 00" \| \| 5 \| Team Katusha \| + 7' 31" \| |             |
|   | Zespół | Czas        |
| 1 | Garmin-Sharp | 76h 38' 53" |
| 2 | BMC Racing Team | + 4' 10"    |
| 3 | Belkin Pro Cycling Team | + 5' 27"    |
| 4 | Lotto-Belisol | + 7' 00"    |
| 5 | Team Katusha | + 7' 31"    |